# Lhotecký potok (přítok Vltavy od Dolních Břežan)
Lhotecký potok pramení ve vsi Lhota u Dolních Břežan a v lokalitě Jarov naproti Baním v Praze se vlévá do Vltavy. Od pramenu teče lesem a zařezává se do údolí. Zleva se do něj vlévají dva potoky tekoucí od Zálep. Dále teče do Károvského údolí, protéká Jarovem a za ulicí K Vranému se v katastrálním území Zbraslav vlévá do Vltavy.

## Galerie

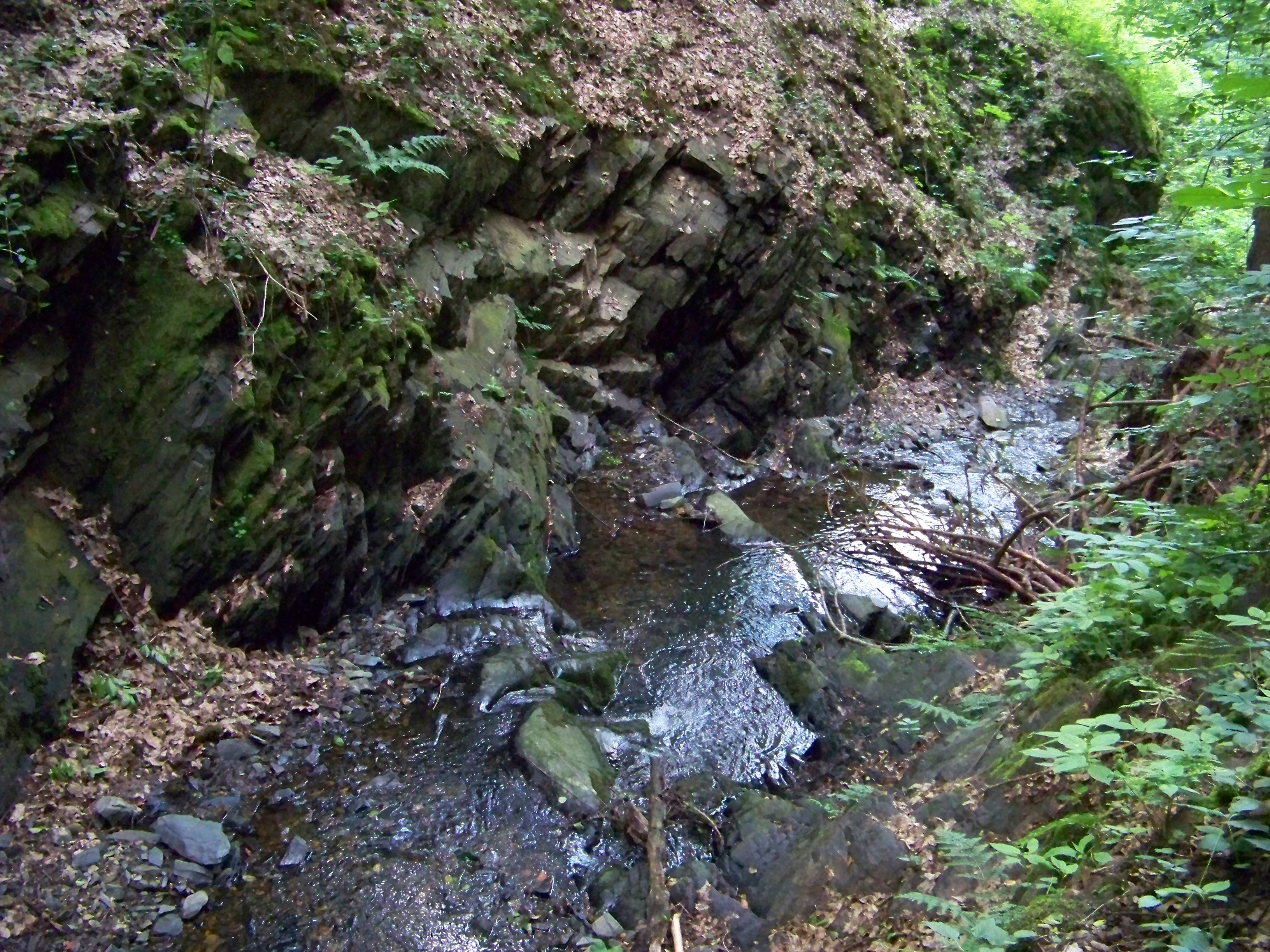
Lhotecký potok v Károvském údolí, průtok skálou

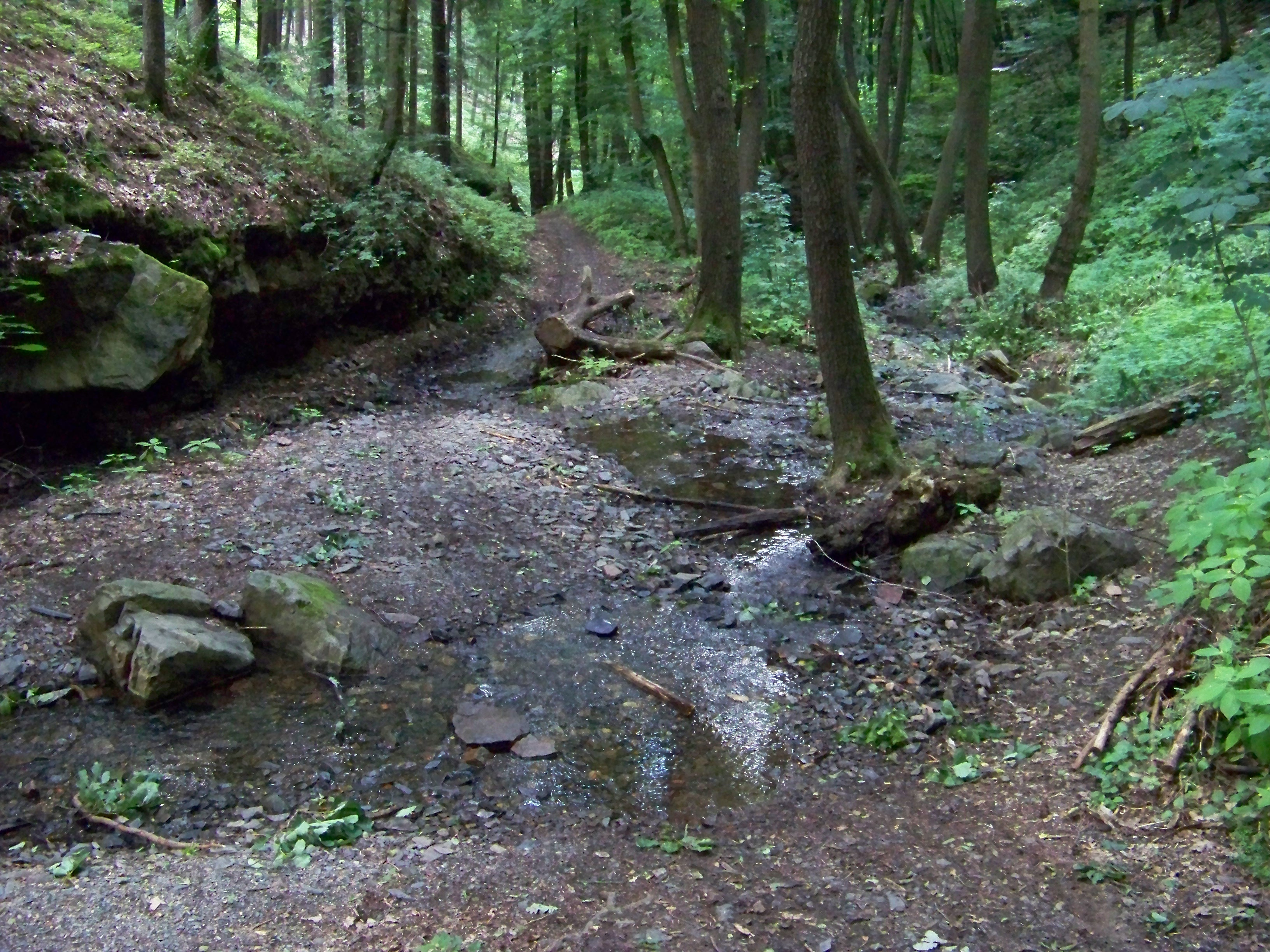
Lhotecký potok v Károvském údolí